# Tonino Valerii
Tonino Valerii, né le 20 mai 1934 à Montorio al Vomano dans la province de Teramo (Abruzzes) et mort le 13 octobre 2016 à Rome (Latium),, est un réalisateur et scénariste italien, remarqué pour ses western spaghetti, notamment Le Dernier Jour de la colère et Mon nom est Personne.

## Biographie
En 1955, Tonino Valerii étudie au Centre expérimental de cinématographie de Rome, ville où il réside dès lors.
Il fait ses débuts au cinéma en 1963 comme coscénariste du film de Domenico Modugno, Tutto è musica puis enchaîne l'année suivante avec la coécriture de La cripta e l'incubo, le film de Camillo Mastrocinque. Peu de mois après, Sergio Leone, le futur maître du western spaghetti, lui demande d'être l'assistant réalisateur de ses deux premiers films de ce genre, Pour une poignée de dollarset Et pour quelques dollars de plus.
En 1966, Tonino Valerii entame sa carrière de réalisateur et signe son premier film Per il gusto di uccidere, dont il écrit l'histoire et le scénario. L'influence de Et pour quelques dollars de plus est manifeste, avec des lieux identiques et quelques scènes, comme le duel entre Lanky et Sanchez, qui semblent calquées sur le modèle « léonien ».
En 1968, Valerii réalise Le Dernier Jour de la colère avec Giuliano Gemma et Lee Van Cleef. Le thème récurrent du western, élites corrompues, héros s'opposant à l'ordre établi est présent dans ce film plutôt lent où Valerii privilégie la psychologie des personnages et leurs relations par rapport à l'action. Le thème musical du film composé par Riz Ortolani a été utilisé par Quentin Tarantino pour Kill Bill vol. 2.
En 1973, il dirige Henry Fonda et Terence Hill dans mon Mon nom est Personne. Né d'une idée de Sergio Leone, le film est un hommage aux héros de western, et au western en général.

## Filmographie

### Comme réalisateur
- 1966 : Lanky, l'homme à la carabine (Per il gusto di uccidere)
- 1968 : Le Dernier Jour de la colère (I giorni dell'ira)
- 1969 : Texas (Il prezzo del potere)
- 1970 : Une jeune fille nommée Julien (La ragazza di nome Giulio)
- 1972 : Folie meurtrière (Mio caro assassino)
- 1972 : La Horde des salopards (Una ragione per vivere e una per morire)
- 1973 : Mon nom est Personne (Il mio nome è Nessuno)
- 1975 : Profession garde du corps (Vai gorilla)
- 1977 : Les Requins du désert (Sahara Cross)
- 1985 : Sans scrupule (Senza scrupoli)
- 1986 : Blood Commando (La sporca insegna del coraggio)
- 1987 : Sicilian Connection
- 1992 : Seulement par amour : Francesca
- 1997 : Una vacanza all'inferno
- 1997 : Un bel dì vedremo (it)

### Comme scénariste
- 1963 :  Tutto è musica, de Domenico Modugno
- 1964 : La Crypte du vampire (La cripta e l'incubo) de Camillo Mastrocinque
- 1966 : Lanky, l'homme à la carabine (Per il gusto di uccidere)
- 1968 : Le Dernier Jour de la colère (I giorni dell'ira)
- 1970 : Une jeune fille nommée Julien (La ragazza di nome Giulio)
- 1972 : Folie meurtrière (Mio caro assassino)
- 1972 : La Horde des salopards (Una ragione per vivere e una per morire)
- 1977 : Les Requins du désert (Sahara Cross)
- 1985 : Sans scrupule (Senza scrupoli)
- 1987 : Sicilian Connection
- 1997 : Una vacanza all'inferno

### Assistant réalisateur
- 1963 : I terribili sette, de Raffaello Matarazzo
- 1964 : Pour une poignée de dollars, de Sergio Leone
- 1965 : Et pour quelques dollars de plus, de Sergio Leone

### Acteur
- 1970 : Une jeune fille nommée Julien (La ragazza di nome Giulio)